# Hektik
Hektik (von lateinisch hectica ‚anspannen‘) bezeichnet in der Psychologie zum einen durch biologische und soziale Faktoren bedingte überstürzte Betriebsamkeit, zum anderen eine fieberhafte Eile.

## Allgemeines
Hektik bezieht sich auf eine Situation, die durch eine erhöhte Geschwindigkeit, Unruhe und einen allgemeinen Mangel an Ruhe gekennzeichnet ist. Diese Bedingung kann in verschiedenen Lebensbereichen auftreten und wird oft als eine Kombination aus Zeitdruck, Stress und einem Gefühl der Dringlichkeit wahrgenommen.
Hektik kann sich auf verschiedene Arten manifestieren, darunter körperliche Symptome wie Anspannung, Schlafstörungen und Erschöpfung. Psychologisch kann sie zu Stress, Reizbarkeit und einer Abnahme der Konzentrationsfähigkeit führen. Langfristig kann chronische Hektik negative Auswirkungen auf die physische und mentale Gesundheit haben.

## Ursachen
Hektik kann auf verschiedene Ursachen zurückgeführt werden, die individuell oder kombiniert auftreten. In beruflichen Kontexten spielt der Druck durch hohe Arbeitsbelastung, straffe Zeitpläne und enge Fristen eine bedeutende Rolle. Die Notwendigkeit, hohe Leistungsstandards zu erfüllen, kann zu einem anhaltenden Gefühl der Dringlichkeit beitragen.
Ein weiterer wesentlicher Faktor ist das Phänomen des Multitaskings, bei dem Individuen mehrere Aufgaben gleichzeitig bewältigen. Diese Anforderung kann zu gesteigerter Anspannung führen, insbesondere wenn die Aufgabenkomplexität hoch ist oder wenn sie innerhalb knapper Zeitfenster erfüllt werden müssen.
Gesellschaftliche Erwartungen und Normen bezüglich Erfolg, Leistung und Lebensstil sind ebenfalls prägende Einflüsse auf die Entstehung von Hektik. Der Wunsch, diesen Erwartungen gerecht zu werden, kann zu einem fortwährenden Streben nach Effizienz und Produktivität führen, was wiederum den Stresspegel erhöht.
Die zunehmende Verfügbarkeit und Nutzung moderner Technologien, insbesondere Kommunikationsmittel, können ebenfalls dazu beitragen. Die ständige Erreichbarkeit kann den Druck verstärken, sofort auf Anfragen zu reagieren, und kann eine permanente Erwartungshaltung schaffen.

## Behandlung und Prävention
Die Behandlung und Prävention von Hektik erfordern eine ganzheitliche Herangehensweise, die individuelle sowie organisatorische Strategien integriert. Eine Schlüsselkomponente ist das effektive Zeitmanagement, welches die Fähigkeit umfasst, Prioritäten zu setzen und die verfügbare Zeit effizient zu nutzen. Techniken wie die Eisenhower-Matrix oder die Pomodoro-Technik bieten praktische Ansätze, um den Fokus auf wesentliche Aufgaben zu lenken.
Das Festlegen realistischer Ziele spielt eine entscheidende Rolle bei der Hektikprävention. Klare, erreichbare Ziele tragen dazu bei, den Druck zu minimieren und verhindern eine Überlastung durch unrealistische Erwartungen. Die klare Definition von Zielen fördert außerdem eine strukturierte Arbeitsweise.
Stressbewältigungstechniken stellen einen weiteren zentralen Baustein dar. Meditation, Atemübungen und regelmäßige körperliche Aktivität sind bewährte Methoden, um den Stresspegel zu reduzieren und eine ausgeglichene Lebensführung zu unterstützen.